# El Tropezón
Salto de las Rosas (también conocida como Cañada Seca o Cañada Seca Salto de la Rosas) es una localidad y distrito del departamento San Rafael, provincia de Mendoza, Argentina.
La Localidad cabecera del distrito es Salto de las Rosas, lugar donde funcionan el registro civil, delegación municipal, centro cívico.
Cuenta además con los parajes de: Los Claveles, El Tropezón, La Pichana, Línea Ancha, La Correína, Calle Larga, Atuel Norte, Tres Esquinas.
Salto de las Rosas, posee excelente restaurante de comidas tradicionales y con la especialidad de la zona "jamón casero", en época estival, ofician de balnerio, el canal Babacce, que es un canal de riego, con diversos sectores para bañarse, como el Chicho Astorga, El medidor, El puente.Tiene espacios recreativos, como es el Club General San Martín, en donde se realiza actividades de básquet, fútbol y especialmente club de bochas, donde desde 1950, funciona ininterrumpidamente, con diversos campeonatos realizados anualmente. Siendo socios fundadores, Víctor Sosa, Pata Giménez, Onofre Giménez, Pelado Montigel, entre otros. Además el distrito cuenta con personas reconocidas como Ignacio Romo y Valentin Rubio entre otros.

## Toponimia
La historia cuenta que los ríos Atuel y Diamante cruzaban el mismo cauce y que al canalizarse ambos quedó una gran cañada, que por los estanques quedó totalmente seco.

## Población
De acuerdo al último censo nacional, uno de los distritos con mayor cantidad de pobladores es  Cañada Seca, que supera los 10 mil habitantes, seguido por Cuadro Nacional con 8.789 personas y Rama Caída con 6.770, mientras que el menos poblado es Punta del Agua con apenas 918 habitantes. Esto explica la existencia de nueve escuelas primarias y ocho secundarias en su territorio. Hay una creciente demanda de bancos y dependencias necesarias como salud, recreación, clubes deportivos y entre otro tipo de comercios, emprendimientos. Salto de las Rosas se caracteriza por sus parrilladas y asados, buena atención de sus propietarios y alegría.

## Educación
Escuelas Primarias
- N.º 1-091 "Domingo Hermida"
- N.º 1-184 "Maestro José Dionisio Fernández"
- N.º 1-271 "Pedro Goyena"
- N.º 1-202 "Martín Zapata"
- N.º 1-269 "Osvaldo Magnasco"
- N.º 1-294 "Julián Correas"
- N.º 1-343 "Francisco Miranda"
- N.º 1-378 "Maestro Osvaldo Aronne"
- N.º 1-379 "Hilda Celeste AmbrosiniI"

Escuelas Secundarias
- N.º 4-114 "Manuel Belgrano"

- Datos: Q5553412